# Zwaardleen
Een zwaardleen, ook wel kwaadleen, zadelleen of manleen genoemd, is in het leenstelsel een type leengoed dat alleen op een man kon vererven, maar niet noodzakelijk van vader op zoon. De zoon van een zuster van de graaf kon deze wel opvolgen.  
- De aanduiding zwaardleen is ontstaan doordat het zwaard vroeger het zinnebeeld was van de man.
- De aanduiding zadelleen verwijst naar het gezadelde paard dat de leenheer ontving bij de leenhulde.

Een recht manleen was een leengoed dat alleen van vader op zoon kon worden geërfd.
Een leengoed dat zowel op mannen als vrouwen kon vererven, wordt aangeduid met spilleleen.

## Oorzaak van conflicten
Meermalen in de geschiedenis leidde de zwaardleenstatus van graafschappen of hertogdommen tot conflicten. Zo werd Margaretha II van Henegouwen in 1345 de gravin van de zwaardlenen Holland en Zeeland, tot ongenoegen van vele inwoners, wat aanleiding gaf tot het ontstaan van de Hoekse en Kabeljauwse twisten.

## Geschiedkundige voorbeelden
Het graafschap Loon viel onder de status van het zwaardleen.
De leenheerlijkheid (later 'graafschap') Horne was een recht manleen.